# Piptochaetium fimbriatum
Piptochaetium fimbriatum là một loài thực vật có hoa trong họ Hòa thảo. Loài này được (Humb., Bonpl. & Kunth) Hitchc. miêu tả khoa học đầu tiên năm 1933.